# Agissê
Agissê é um distrito do município brasileiro de Rancharia, no interior do estado de São Paulo.

## História

### Formação administrativa
- Pelo Decreto-Lei nº 11.284 de 05/08/1940 é criado no distrito de Iepê a 2ª zona distrital (Alegria), no município de Rancharia[4].
- Distrito criado pelo Decreto-Lei n° 14.334 de 30/11/1944, com o povoado de Alegria mais terras do distrito de Conceição de Monte Alegre e terras do distrito de Iepê, sendo transferido para o recém criado município de Iepê[5].
- Pela Lei n° 233 de 24/12/1948 foi transferido novamente para o município de Rancharia. Pela mesma lei perdeu terras para a formação do distrito de Gardênia[6].

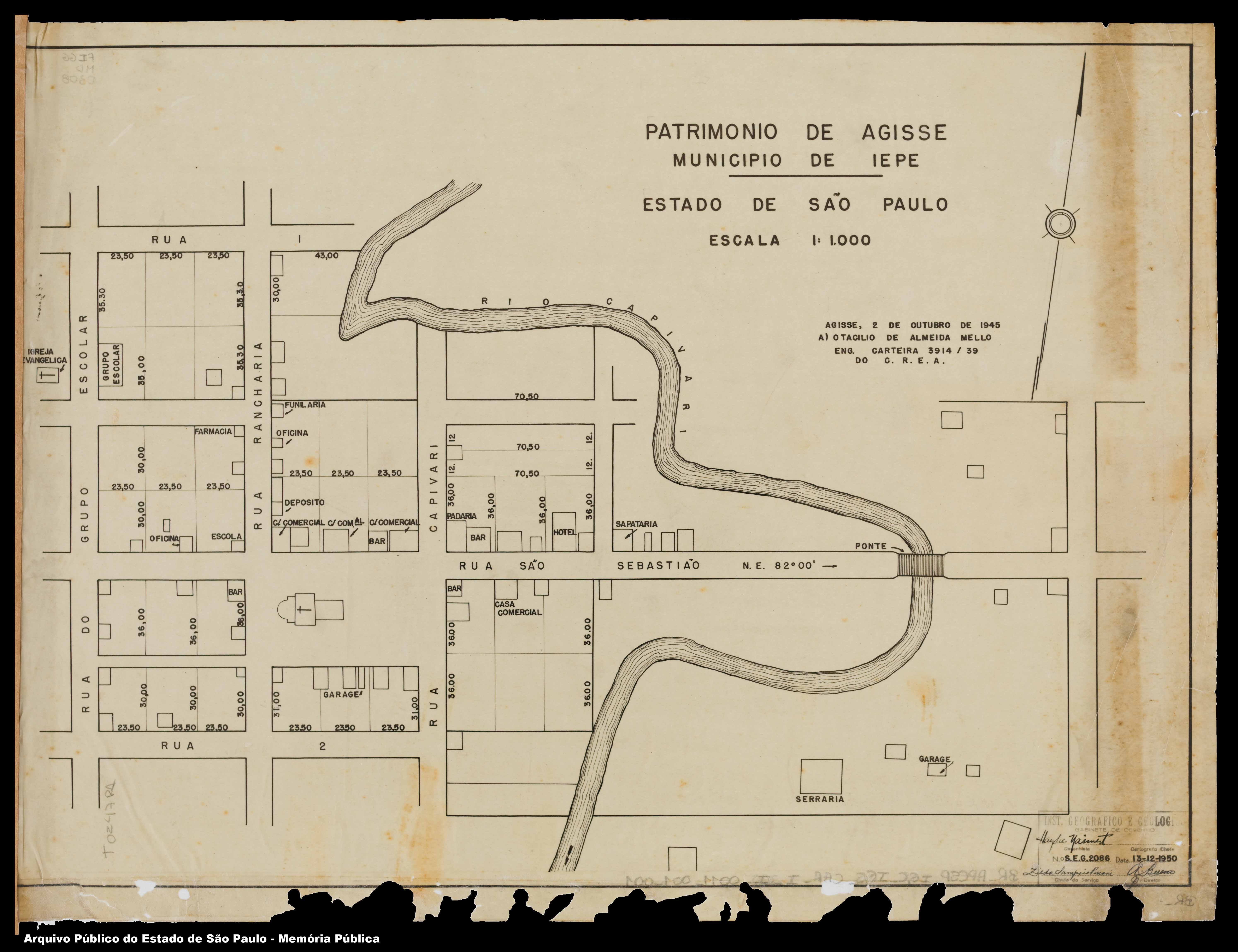
Planta da área urbana original.

## Geografia

### Demografia

#### População urbana
| Crescimento população urbana | Crescimento população urbana | Crescimento população urbana | Crescimento população urbana |
| Censo                        | Pop.                         |                              | %±                           |
| ---------------------------- | ---------------------------- | ---------------------------- | ---------------------------- |
| 1950                         | 300                          |                              | —                            |
| 1960                         | 254                          |                              | −15,3%                       |
| 1970                         | 278                          |                              | 9,4%                         |
| 1980                         | 258                          |                              | −7,2%                        |
| 1991                         | 261                          |                              | 1,2%                         |
| 2000                         | 368                          |                              | 41,0%                        |
| 2010                         | 310                          |                              | −15,8%                       |
| Fonte: IBGE e Fundação SEADE |                              |                              |                              |

#### População total
Pelo Censo 2010 (IBGE) a população total do distrito era de 824 habitantes.

### Área territorial
A área territorial do distrito é de 245,473 km².

### Rodovias
O principal acesso ao distrito é a estrada vicinal que faz a ligação SP-270 - Agissê - SP-421 - Gardênia.

### Hidrografia
- Rio Capivari

## Serviços públicos

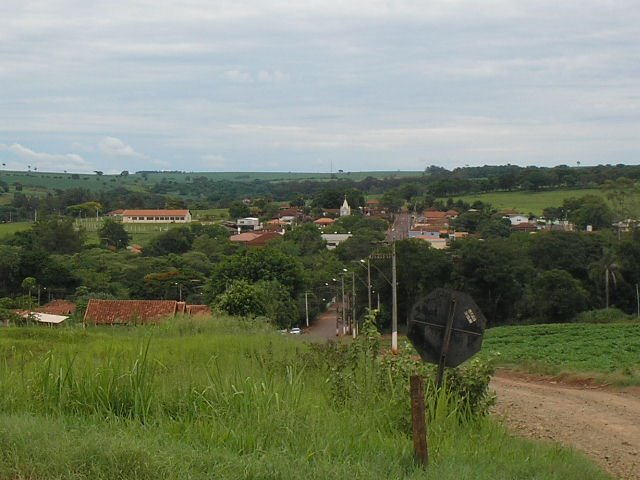
Vista de Agissê.

### Registro civil
Atualmente é feito no próprio distrito, pois o Cartório de Registro Civil das Pessoas Naturais ainda continua ativo.

### Saneamento
O serviço de abastecimento de água é feito pela Prefeitura Municipal de Rancharia.

### Energia
A responsável pelo abastecimento de energia elétrica é a Energisa Sul-Sudeste, antiga Vale Paranapanema (distribuidora do grupo Rede Energia).

### Telecomunicações
O sistema de telefones automáticos, através da central telefônica de Gardênia, assim como o sistema de discagem direta à distância (DDD), foram implantados pela Telecomunicações de São Paulo (TELESP).

## Religião
O Cristianismo se faz presente no distrito da seguinte forma:

### Igreja Católica
- A igreja faz parte da Diocese de Assis[18].

### Igrejas Evangélicas
- Assembleia de Deus - O distrito possui uma congregação da Assembleia de Deus Ministério do Belém, vinculada ao Campo de Rancharia. Por essa igreja, através de um início simples, mas sob a benção de Deus, a mensagem pentecostal chegou ao Brasil. Esta mensagem originada nos céus alcançou milhares de pessoas em todo o país, fazendo da Assembleia de Deus a maior igreja evangélica do Brasil[19][20].
- Congregação Cristã no Brasil[21].